# Jean-Jacques de Granville
Pour les articles homonymes, voir Granville (homonymie).
Jean-Jacques de Granville, né le 5 août 1943 à Neuilly-sur-Seine (Seine) et mort le 13 décembre 2022 à Cayenne (Guyane), est un botaniste français.

## Biographie
Jean-Jacques Douzal de Granville s'est spécialisé dans les palmiers et la flore de la Guyane et a travaillé comme conservateur de l'herbier de l'Institut de recherche pour le développement (IRD) à Cayenne (CAY). Il y a travaillé notamment avec Georges Cremers jusqu'à sa retraite en 2009.